# Komórczak okazały
Komórczak okazały (Dysdera crocata) – gatunek pająka z rodziny komórczakowatych (Dysderidae). Podobnie jak inne komórczakowate, ma trzy pary oczu. Prowadzi nocny tryb życia, za dnia ukrywając się w szczelinach lub pod kamieniami, korą czy liśćmi. Jego ofiarami przeważnie padają równonogi – potężne szczękoczułki pomagają w zabijaniu ofiar pokrytych twardym pancerzem. Pająk ten został opisany w 1838 roku.

## Wygląd
Głowotułów oraz odnóża Dysdera crocata mają pomarańczowe lub brązowo-czerwonawe ubarwienie. Odwłok pająka jest ubarwiony w kolorze kremowym, rzadziej z odcieniem brązu lub szarości. Samice osiągają długość ciała od 11 do 15 mm, samce 9–10 mm. Dysdera crocata posiada sześć oczu – jest to cecha charakterystyczna dla rodziny Dysderidae. Ma duże, silne pazury jadowe przystosowane do polowania na równonogi, które zasiedlają podobne tereny, co komórczaki.
Wygląd D. crocata bardzo przypomina rzadszego przedstawiciela tego samego rodzaju – Dysdera erythrina (jedynym innym gatunkiem Dysdera występującym w Polsce). W Polsce powszechnie mylony z przedstawicielami rodzajów Harpactea (głównie Harpactea rubicunda) czy Dasumia.

## Zachowanie
Komórczaki zasiedlają wilgotne tereny, za dnia bytując ukryte pod kamieniami, korą, liśćmi czy mchem. Zasiedlają również tereny związane z działalnością człowieka – tam szukając szczelin wśród gruzu, stosu drewna lub cegieł. Tereny te dzielą wraz z lądowymi równonogami oraz wijami, które padają ich ofiarami. Potężne i silne szczękoczułki pozwalają im przebić się nawet przez twardy pancerz ofiar.
Komórczaki nie plotą sieci. Polują aktywnie, poszukując ofiary. Prowadzą nocny tryb życia. Taktyką ich często jest wgryzanie się w podbrzusze równonogów – jest ono miększe oraz tym samym pająk unika kontaktu z substancjami chemicznymi, często wydzielanymi w ramach defensywy przez potencjalną ofiarę. W skład diety D. crocata poza równonogami oraz wijami wchodzą również mniejsze, lub podobnego rozmiaru pajęczaki oraz owady, takie jak: biegaczowate, omarlicowate, rybiki, skorki czy świerszcze.
Zagrożony komórczak okazały potrafi boleśnie ukąsić, lecz znacznie częściej wybiera ucieczkę. Znane są przypadki ukąszeń, jednakże jego jad nie zagraża życiu zdrowego człowieka. Powoduje jedynie zaczerwienienie i obrzęk.

## Rozmieszczenie geograficzne
Gatunek synantropijny i kosmopolityczny. Pochodzi z obszaru śródziemnomorskiego, jednak został introdukowany niemal na całym świecie, w związku z czym bywa uznawany za gatunek inwazyjny, choć jego wpływ na rodzime ekosystemy jest słabo poznany. Obecnie odnotowano jego występowanie w krajach Europy, Azji, Ameryki Północnej oraz Południowej, południowej Afryki, Australii oraz Nowej Zelandii. W Europie gatunek wykazuje ekspansję w kierunku wschodnim.
W Polsce w latach 2020–2022 stwierdzono występowanie tego pająka w Świnoujściu i Gryfinie.